# Schaarbeek-Vorming

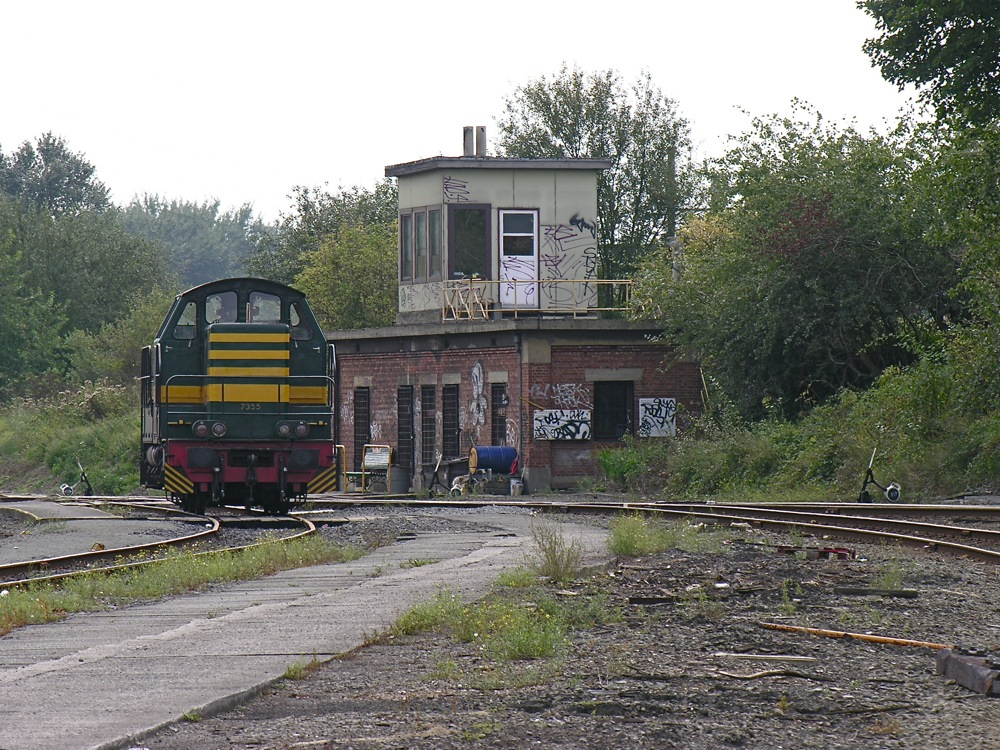
Activiteit in 2007

Station Schaarbeek-Vorming is een voormalig groot vormingsstation in Haren in het Brussels Hoofdstedelijk Gewest. Het is gelegen net ten noorden van het station van Station Schaarbeek en ten westen van het dorp Haren op het grondgebied van de stad Brussel. Er zijn concrete plannen voor een grootschalige ontwikkeling van de site waarbij de functie als vormingsstation opgeheven wordt en de bestaande spoorwegen deels overkapt zouden worden.
In 2009 werd het terrein nog voornamelijk gebruikt als was- en onderhoudsplaats voor treinen.

## Ontwikkeling
Het terrein vormt anno 2014 de grootste Brusselse grondreserve. Aanvankelijk gold het terrein als de voorkeurslocatie voor de bouw van een nieuw nationaal stadion ter vervanging van het Koning Boudewijnstadion. Aangezien de planning en de sanering voor het gebied echter niet op korte termijn (voor het WK 2018 of Euro 2020) afgerond kon worden, werd er gekozen voor Parking C in Grimbergen (zie Eurostadion).

### Richtschema
In juni 2013 werd de ontwikkelingsvisie op lange termijn, het 'Richtschema' voor de zone goedgekeurd door de Brusselse regering. Het richtschema bevat geen stadion. Er zou een groot multimodaal (aangesloten op de spoorweg en eventueel verbonden met Brucargo) logistiek centrum moeten komen. Later raakte bekend dat de Vroegmarkt 'MABRU' en het Europees Centrum voor Fruit en Groenten (ECFG) zouden willen verhuizen naar dit nieuwe logistieke centrum. Beiden zijn momenteel drie kilometer zuidwestelijker gevestigd.

### Sanering
De bodemsanering, die startte in 2014, zal naar verwachting pas in de periode 2020-2025 afgerond worden.